# Пітчер (Нью-Йорк)
Пітчер (англ. Pitcher) — місто (англ. town) в США, в окрузі Ченанго штату Нью-Йорк. Населення — 667 осіб (2020).

## Демографія
Згідно з переписом 2010 року, у місті мешкали 803 особи в 314 домогосподарствах у складі 214 родин. Було 429 помешкань
Расовий склад населення:
| - 97,1 % — білих - 0,7 % — чорних або афроамериканців - 0,2 % — корінних американців |

До двох чи більше рас належало 1,0 %. Частка іспаномовних становила 3,7 % від усіх жителів.
За віковим діапазоном населення розподілялося таким чином: 24,7 % — особи молодші 18 років, 61,6 % — особи у віці 18—64 років, 13,7 % — особи у віці 65 років та старші. Медіана віку мешканця становила 42,0 року. На 100 осіб жіночої статі у місті припадало 111,3 чоловіків; на 100 жінок у віці від 18 років та старших — 108,6 чоловіків також старших 18 років.
Середній дохід на одне домашнє господарство становив 50 166 доларів США (медіана — 41 188), а середній дохід на одну сім'ю — 57 223 долари (медіана — 46 538). Медіана доходів становила 39 583 долари для чоловіків та 27 679 доларів для жінок. За межею бідності перебувало 18,6 % осіб, у тому числі 25,7 % дітей у віці до 18 років та 9,2 % осіб у віці 65 років та старших.
Цивільне працевлаштоване населення становило 260 осіб. Основні галузі зайнятості: освіта, охорона здоров'я та соціальна допомога — 25,0 %, виробництво — 23,1 %, будівництво — 11,9 %, мистецтво, розваги та відпочинок — 10,4 %.